# Nuculana costellata
Nuculana costellata – gatunek małża morskiego należącego do podgromady pierwoskrzelnych.
Muszla wielkości: długość 2,2 cm, szerokość 0,8 cm, średnica 0,44 cm, bardzo cienka na przekroju poprzecznym, kształtu wydłużonego. Występuje na głębokości od 18 do 42 metrów.
Są rozdzielnopłciowe, bez zaznaczonych różnic płciowych w budowie muszli. Odżywiają się planktonem oraz detrytusem.
Występuje od zatoki kalifornijskiej po Kolumbię